# Endura Racing
Endura Racing (código UCI: EDR) fue un equipo ciclista británico.
Patrocinado por la empresa escocesa de ropa para ciclismo Endura, fue creado en 2009 y desde esa temporada fue equipo Continental, compitiendo principalmente en el UCI Europe Tour.
Con una base de ciclistas británicos durante su primera temporada, el equipo se fue reforzando. El español Iker Camaño, el francés Alexandre Blain y el múltiple medallista olímpico Robert Hayles (todos ex UCI ProTour) fueron fichados en 2010 a los que se sumó el alemán Paul Voss (Team Milram en 2010) y el estonio Rene Mandri (Ag2r-La Mondiale en 2010) para 2011.
La temporada 2012 fue la mejor en cuanto a resultados. Jonathan Tiernan-Locke le dio el triunfo en 3 carreras por etapas al equipo, los Tours del Mediterráneo, Haut-Var y Alsacia, finalizando 3.º en el UCI Europe Tour y por equipos 6.º
Para 2013, el Endura Racing se fusionó con el equipo Profesional Continental alemán NetApp, pasándose a denominar NetApp-Endura, al cual le aportó además de 8 ciclistas, a parte de la dirección deportiva y del personal.

## Material ciclista
El equipo utilizaba bicicletas con cuadro Look y componentes SRAM.

## Clasificaciones UCI
El equipo participó principalmente en las carreras del UCI Europe Tour, y del UCI Oceania Tour. Las clasificaciones del equipo y de su ciclista más destacado fueron las que siguen:

### UCI Europe Tour
| Temporada | Clasificación por equipos | Mejor corredor         | Posición |
| 2008-2009 | -                         | -                      | -        |
| 2009-2010 | 96.º                      | Robert Partridge       | 654.º    |
| 2010-2011 | 26.º                      | Alexandre Blain        | 94.º     |
| 2011-2012 | 6.º                       | Jonathan Tiernan-Locke | 3.º      |

### UCI Oceania Tour
| Temporada | Clasificación por equipos | Mejor corredor | Posición |
| 2008-2009 | -                         | -              | -        |
| 2009-2010 | 4.º                       | Jack Bauer     | 4.º      |
| 2010-2011 | 13.º                      | Jack Anderson  | 40.º     |

### UCI America Tour
| Temporada | Clasificación por equipos | Mejor corredor | Posición |
| 2010-2011 | 27.º                      | Jack Bauer     | 164.º    |

### UCI Asia Tour
| Temporada | Clasificación por equipos | Mejor corredor | Posición |
| 2010-2011 | 36.º                      | Ian Wilkinson  | 76.º     |

## Palmarés
Para años anteriores, véase Palmarés del Endura Racing

### Palmarés 2012

#### Circuitos Continentales UCI
| Fechas           | Circuito                  | Carreras                                   | Ganador                |
| 9 de febrero     | UCI Europe Tour 2011-2012 | 1.ª etapa del Tour del Mediterráneo        | Jonathan Tiernan-Locke |
| 12 de febrero    | UCI Europe Tour 2011-2012 | 4.ª etapa del Tour del Mediterráneo        | Jonathan Tiernan-Locke |
| 12 de febrero    | UCI Europe Tour 2011-2012 | Tour del Mediterráneo                      | Jonathan Tiernan-Locke |
| 19 de febrero    | UCI Europe Tour 2011-2012 | 2.ª etapa del Tour de Haut-Var             | Jonathan Tiernan-Locke |
| 19 de febrero    | UCI Europe Tour 2011-2012 | Tour de Haut-Var                           | Jonathan Tiernan-Locke |
| 4 de marzo       | UCI Europe Tour 2011-2012 | G. P. Villa de Lillers                     | Russell Downing        |
| 21 de marzo      | UCI Europe Tour 2011-2012 | 3.ª etapa del Tour de Normandía            | Ian Wilkinson          |
| 22 de marzo      | UCI Europe Tour 2011-2012 | 5.ª etapa del Tour de Normandía            | Erick Rowsell          |
| 6 de abril       | UCI Europe Tour 2011-2012 | 1.ª etapa del Circuito de las Ardenas      | Russell Downing        |
| 29 de abril      | UCI Europe Tour 2011-2012 | Rutland-Melton International Cicle Classic | Alexandre Blain        |
| 20 de mayo       | UCI Europe Tour 2011-2012 | 5.ª etapa del Tour de Noruega              | Russell Downing        |
| 26 de mayo       | UCI Europe Tour 2011-2012 | Gran Premio Tartu                          | Rene Mandri            |
| 29 de junio      | UCI Europe Tour 2011-2012 | 2.ª etapa del Tour de la República Checa   | Zakkari Dempster       |
| 12 de julio      | UCI Europe Tour 2011-2012 | Prólogo del Trofeo Joaquim Agostinho (CRI) | Iker Camaño            |
| 26 de julio      | UCI Europe Tour 2011-2012 | 2.ª etapa del Tour de Alsacia              | Jonathan Tiernan-Locke |
| 28 de julio      | UCI Europe Tour 2011-2012 | 4.ª etapa del Tour de Alsacia              | Jonathan Tiernan-Locke |
| 29 de julio      | UCI Europe Tour 2011-2012 | Tour de Alsacia                            | Jonathan Tiernan-Locke |
| 9 de agosto      | UCI Europe Tour 2011-2012 | 3.ª etapa de la Vuelta a León              | Rene Mandri            |
| 10 de agosto     | UCI Europe Tour 2011-2012 | 2.ª etapa de la Mi-Août en Bretagne        | Ian Bibby              |
| 16 de septiembre | UCI Europe Tour 2011-2012 | Vuelta a Gran Bretaña                      | Jonathan Tiernan-Locke |

## Plantilla
Para años anteriores véase:Plantillas del Endura Racing

### Plantilla 2012
| Corredor               | Nacimiento | Nacionalidad | Equipo 2011              |
| John Anderson          | 02/06/1987 | Australia    | Endura Racing            |
| Ian Bibby              | 20/12/1986 | Reino Unido  | Motorpoint               |
| Alexandre Blain        | 07/03/1981 | Francia      | Endura Racing            |
| Iker Camaño            | 14/03/1979 | España       | Endura Racing            |
| Zakkari Dempster       | 27/09/1987 | Australia    | HTC-Highroad (Stagiaire) |
| Russell Downing        | 23/08/1978 | Reino Unido  | Sky Procycling           |
| Rene Mandri            | 20/01/1984 | Estonia      | Endura Racing            |
| Jonathan McEvoy        | 02/02/1989 | Reino Unido  | Motorpoint               |
| Robert Partridge       | 11/09/1985 | Reino Unido  | Endura Racing            |
| Erick Rowsell          | 27/07/1990 | Reino Unido  | Neoprofesional           |
| Scott Thwaites         | 12/02/1990 | Reino Unido  | Endura Racing            |
| Jonathan Tiernan-Locke | 26/12/1984 | Reino Unido  | Rapha Condor-Sharp       |
| Paul Voss              | 26/03/1986 | Alemania     | Endura Racing            |
| Alexander Wetterhall   | 12/04/1986 | Suecia       | Endura Racing            |
| Ian Wilkinson          | 14/04/1979 | Reino Unido  | Endura Racing            |
| Dean Windsor           | 09/09/1986 | Australia    | Rapha Condor-Sharp       |